# Tjukovets
Tjukovets (bulgariska: Чуковец) är ett distrikt i Bulgarien.   Det ligger i kommunen obsjtina Alfatar och regionen Silistra, i den nordöstra delen av landet, 300 km öster om huvudstaden Sofia.
Trakten runt Tjukovets består till största delen av jordbruksmark. Runt Tjukovets är det ganska glesbefolkat, med 36 invånare per kvadratkilometer.